# Marcela de Loa
Marcela de Loa, auch Marcela Holzapfel-de Loa und Marcela Holzapfel (* um 1965 in Santiago de Chile) ist eine chilenische Opern- und Konzertsängerin (Sopran).

## Leben
Sie studierte Gesang an der Facultad de Música der Universität Santiago de Chile und an der Hochschule für Musik und Darstellende Kunst Stuttgart. Von 1989 bis 1993 war die Sopranistin festes Ensemblemitglied der Staatsoper Stuttgart, mit der sie noch immer aufs engste verbunden ist. Folgend führten sie Gastverträge an zahlreiche nationale und internationale Opern- und Konzerthäuser wie beispielsweise in Straßburg, Hannover, Ulm, Berlin, Santiago de Chile, Mannheim, Madrid, Essen, Liège, Moskau, Erfurt, Lissabon, Athen, Rio de Janeiro etc. Sie sang bei den Wiener und Schwetzinger Festspielen, beim Schleswig Holsteiner Musikfestival, bei den Schweriner Schlossfestspielen oder den Opernfestspiele Heidenheim. Zu ihren Glanzrollen zählen u. a.: Königin der Nacht Die Zauberflöte, Tosca in Tosca, Gilda Rigoletto, Alcina Alcina, Lucia di Lammermoor Lucia di Lammermoor, Micaela Carmen, Violetta La traviata, Konstanze Die Entführung aus dem Serail, Musetta La Bohème, Anna Don Giovanni, Gutrune Götterdämmerung, Nedda Pagliacci usw. Ein Glanzpunkt ihrer Karriere war ihr Auftritt im Januar 2000 an der Seite von Plácido Domingo in der Partie der Sirena in Margarita la Tornera am Teatro Real in Madrid.
Neben ihrer Bühnenpräsenz ist die Künstlerin als Lied- und Konzertsängerin tätig. Dabei reicht ihr Repertoire vom Barock bis zur Modernen und umfasst die Gattungen Oper, Lied und Oratorium.
Marcela de Loa ist mit international bedeutenden Orchestern aufgetreten, u. a. mit den Dirigenten Theodor Guschlbauer, Alberto Zedda, Garcia Navarro, James Allen Gähres, Roberto Abbado und Stefan Soltesz.
Nach einer Eheschließung trat sie unter dem Namen Marcela Holzapfel-de Loa auf.

## Preise
- 2005 Kritikerpreis in Chile

## Tondokumente
- El Sombero De Tres Pica Label: Capricio[1]

## Einzelnachweis
1. ↑  http://www.naxos.com/artistinfo/marcela_de_loa/82023.htm

| Personendaten    | Personendaten                                                      |
| ---------------- | ------------------------------------------------------------------ |
| NAME             | Loa, Marcela de                                                    |
| ALTERNATIVNAMEN  | Holzapfel-de Loa, Marcela (vollständiger Name); Holzapfel, Marcela |
| KURZBESCHREIBUNG | chilenische Opern- und Konzertsängerin (Sopran)                    |
| GEBURTSDATUM     | um 1965                                                            |
| GEBURTSORT       | Santiago de Chile                                                  |